# Chaufferie
Ne doit pas être confondu avec Centrale géothermique.

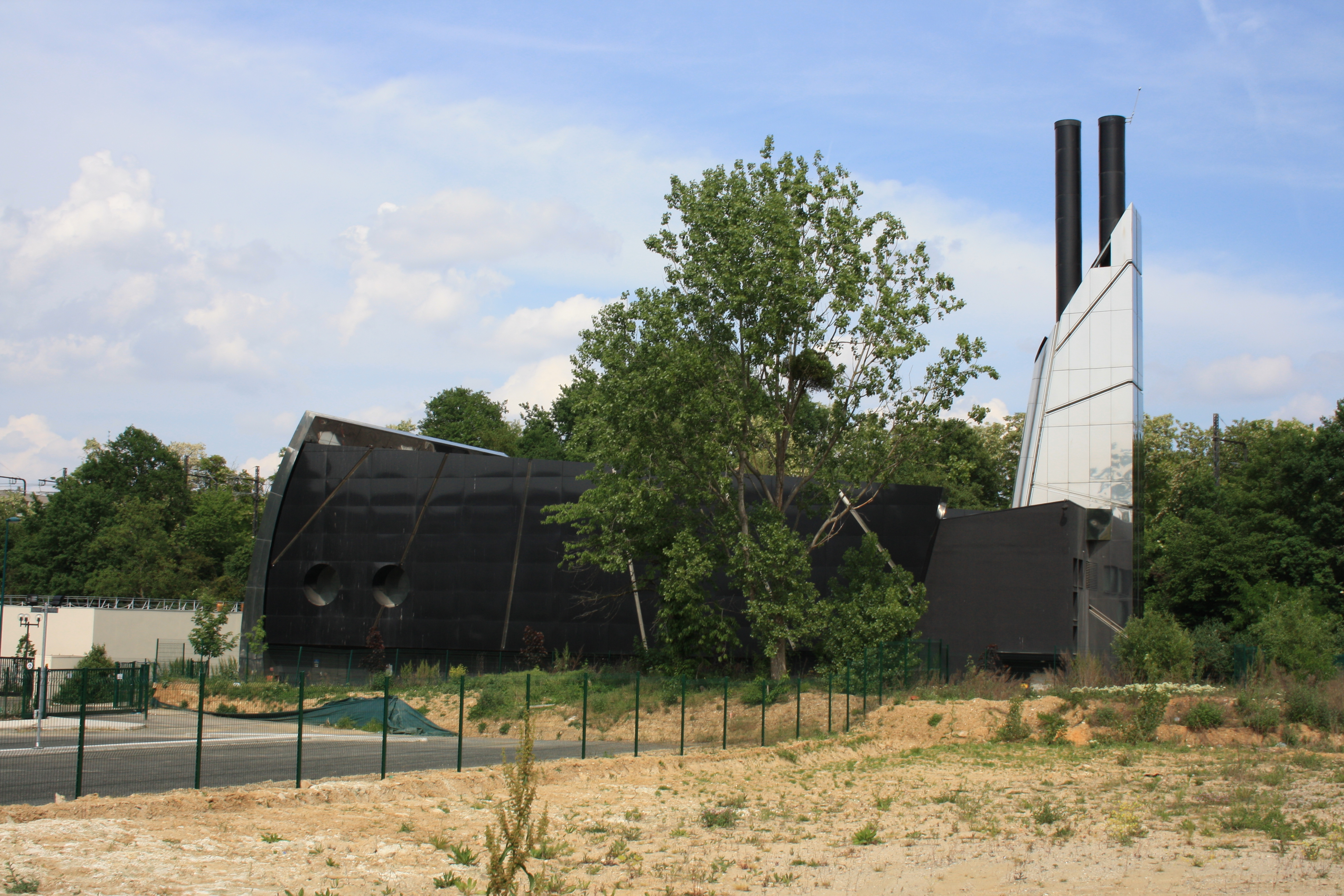
La chaufferie no 2 Victor Basch à Massy, Essonne en France

Une chaufferie est une installation de production d'énergie sous forme de chaleur, destinée à chauffer un ou plusieurs bâtiments.
Elle peut être pour un chauffage central.
Une chaufferie peut comporter plusieurs chaudières avec des combustibles différents. On parle alors de chaufferie mixte (exemple bois-gaz).
Lorsqu'une chaufferie permet de chauffer plusieurs bâtiments, on doit implanter un réseau de chaleur.
La mise au point de chaufferies complexes peut demander des efforts de recherche technologique, nécessitant la coordination d'entreprises, de centres techniques spécialisés et d'organismes publics de soutien à l'innovation.